# Singkal Anyar
Singkal Anyar is een bestuurslaag in het regentschap Nganjuk van de provincie Oost-Java, Indonesië. Singkal Anyar telt 3970 inwoners (volkstelling 2010).